# بيل سيمبسون (لاعب كرة قدم أمريكية)
بيل سيمبسون (بالإنجليزية: Bill Simpson) هو لاعب كرة قدم أمريكية أمريكي، ولد في 5 ديسمبر 1951 في ديترويت في الولايات المتحدة.

## وصلات خارجية
- بيل سيمبسون على موقع مرجع كرة القدم المحترفة.كوم (الإنجليزية)